# كأس أوزبكستان 2017
كأس أوزبكستان 2017 هو موسم من كأس أوزبكستان. كان عدد الأندية المشاركة فيه 32، وفاز فيه نادي لوكوموتيف طشقند.